# Neuralgia językowo-gardłowa
Neuralgia językowo-gardłowa (neuralgia nerwu gardłowo-językowego, ang. glossopharyngeal neuralgia) – neuralgia (nerwoból) nerwu językowo-gardłowego. Jest rzadką chorobą, częstość szacuje się na 0,8 na 100 000. Spowodowana jest konfliktem między tętnicą tylną dolną móżdżku a nerwem językowo-gardłowym. Objawia się napadowymi bólami w okolicy łuków podniebiennych i gardła. Termin neuralgii językowo-gardłowej wprowadził Wilfred Harris. Przed nim pierwsze opisy choroby przedstawili Theodore H. Weisenburg w 1910 oraz Roger Sicard i J. Robineau.